# فینال جام حذفی فوتبال انگلستان ۱۹۴۸
فینال جام حذفی فوتبال انگلستان ۱۹۴۸، رقابت پایانی جام حذفی فوتبال انگلستان در سال ۱۹۴۸ میلادی است که مابین دو تیم باشگاه فوتبال منچستر یونایتد و باشگاه فوتبال بلکپول در ورزشگاه ومبلی لندن برگزار شده‌است.
این مسابقه که در تاریخ ۲۴ آوریل ۱۹۴۸ انجام شده‌است با نتیجه ۴ بر ۲ به سود تیم باشگاه فوتبال منچستر یونایتد به پایان رسید.